# Ectromachernes elegans
Espèce
Ectromachernes elegans est une espèce de pseudoscorpions de la famille des Withiidae.

## Distribution
Cette espèce est endémique du Cap-Oriental en Afrique du Sud. 
Elle se rencontre vers Grahamstown.

## Description
Le mâle holotype mesure 1,5 mm.

## Publication originale
- Beier, 1964 : Weiteres zur Kenntnis der Pseudoscorpioniden-Fauna des südlichen Afrika. Annals of the Natal Museum, vol. 16, p. 30-90 (texte intégral).